# Trekvogel

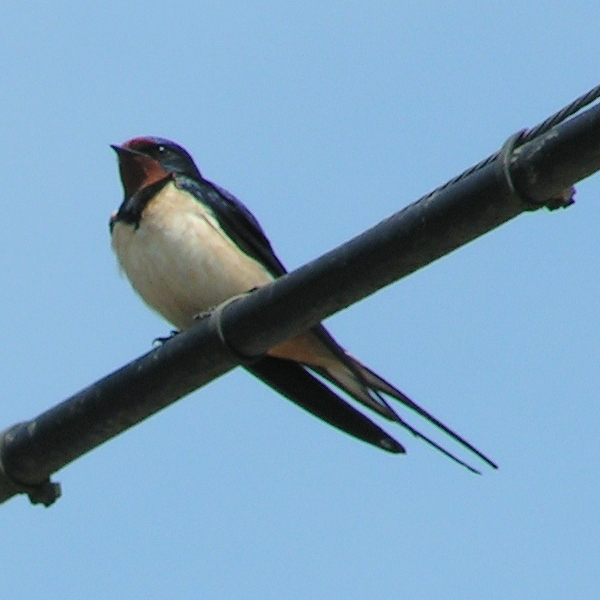
Een voorbeeld van een trekvogel, de boerenzwaluw

Een trekvogel is een vogelsoort waarvan (vrijwel) alle individuen uit het broedgebied wegtrekken om op geruime afstand daarvan te overwinteren. Door in de herfst naar een zuidelijker overwinteringsgebied te trekken ontvluchten ze slechte omstandigheden (onder andere gebrek aan voedsel) in het broedgebied. Soorten als bijvoorbeeld boerenzwaluw, die helemaal afhankelijk zijn van vliegende insecten, hebben in de winter in Nederland en omgeving niets meer te zoeken. In de lente vindt de terugkeer plaats. 
Een trekvogel wordt ook wel trekker, wegtrekker of migrant genoemd. Het tegenovergestelde van een trekvogel is een standvogel. Deze blijft wel in zijn broedgebied overwinteren.

## Oriëntatie
Er bestaan verschillende theorieën over het terugvinden van de weg van trekvogels.
- Er bestaat een verband tussen de vetvoorraad en het aantal vlieguren om zijn winterverbijfplaats te bereiken. De vogel legt een bepaalde vetvoorraad aan. Als hij gaat vliegen, verbruikt hij deze voorraad. Als zijn vetvoorraad op is, verdwijnt de drang om te vliegen en strijkt hij neer op een geschikt stekje.
- Volgens een andere theorie oriënteren de vogels zich op hemellichamen. De dagvogels, die overdag vliegen, maken hierbij gebruik van de stand van de zon, terwijl de nachtvliegers de sterren handig gebruiken.
- De derde theorie bestaat uit de mogelijkheid dat de vogels zich oriënteren op herkenningstekenen vanaf de grond. Vooral de vogels die op grote hoogte vliegen maken hiervan gebruik, want ze kunnen makkelijk grote bergen, rivieren en dorpen zien en zich dan daar vervolgens op oriënteren.

## Indeling vogelsoorten naar trekgedrag
De volgende driedeling is mogelijk:
- trekvogel, als alle individuen van die soort in de herfst wegtrekken.
- deeltrekker, als een deel van de individuen  wegtrekt.
- standvogel, als de vogelsoort geen trek vertoont, dus gewoon in het broedgebied blijft.

Vaak zijn de populaties uit Noord-Europa trekvogel en die uit Zuid-Europa standvogel. Nederland neemt veelal een tussenpositie in, er zijn daar veel deeltrekkers.

## Trekroutes
De trekroutes over Europa lopen in noord-zuid richting. Er is een westelijke en een oostelijke route. De westelijke route loopt langs Scandinavië, Nederland, Frankrijk, Spanje en via de Straat van Gibraltar en Marokko naar de Afrikaanse landen ten zuiden van de Sahara. De oostelijke route loopt langs de arctische gebieden, Scandinavië, Duitsland, over de Alpen naar Italië en via de Bosporus naar Afrika.
Op hun trekroutes komen Europese trekvogels steeds meer obstakels tegen zoals windturbines en hoogspanningskabels.

## Voorbeelden trekvogels
Bij de Nederlandse broedvogels zijn dat onder andere:
- zwaluwenfamilie: oeverzwaluw, boerenzwaluw, huiszwaluw.
- lijstersfamilie: nachtegaal, blauwborst.
- zangersfamilie: tuinfluiter, tjiftjaf, fitis.